# 荏原警察署巡査殺害事件
荏原警察署巡査殺害事件（えばらけいさつしょじゅんささつがいじけん）とは、1931年（昭和6年）1月18日に東京府荏原郡荏原町（現：東京都品川区）で発生した殺人事件。

## 事件の概要
1931年1月18日午後8時30分、東京府荏原郡荏原町戸越に住む朝鮮人2人が納豆の行商を終えて帰ったところ、見知らぬ男の絞殺体を発見し、警察に届け出た。警視庁荏原警察署から署員が駆けつけたところ、その遺体は意外にも同署の特高係の巡査であった。発見者の朝鮮人を聴取したところ、自分達の他にもう2人朝鮮人がおり、姿を消していることが判明し、犯人と断定した。
1月22日、潜伏先の神奈川県の飯場を急襲し、犯人2人を逮捕した。

## 事件の経緯
犯人の朝鮮人2人は、かねてより「赤色自衛団」なる秘密結社を組織し、特高警察から「要視察人」としてマークされていた。被害者の巡査は彼らの担当で、顔見知りであった。
1月18日午後3時頃、巡査は単身彼らを訪れ、その際に機関紙を発見してしまった。犯人等は証拠隠滅のために巡査を押さえつけて、巡査が締めていたネクタイで絞殺した。巡査は柔道有段者であったが、二人相手ではどうにもならなかった。殺害後、遺体をそのまま放置し逃走した。

## 裁判
東京地方裁判所陪審法廷で陪審員全員が有罪の評決を下したため、1932年2月19日、犯人にそれぞれ無期懲役と懲役6年の判決を下した。